# L'Été en hiver (chanson)
Singles de Christophe Willem
Le Chagrin
(2014) Après toi
(2015)
Pistes de Paraît-il
Lovni La vie est belle
L'Été en hiver est une chanson, sortie en 2014, du chanteur français Christophe Willem. Il s'agit du deuxième extrait de son album Paraît-il.

## Autour de la chanson
L'Été en hiver a été écrit par la chanteuse française Zazie et composé par Sarah de Courcy et Cat Delhi. La chanson a été envoyée aux radios comme single le 17 décembre 2014. Fabrice Laffont a réalisé un clip, publié le 4 décembre 2014, qui montre Christophe Willem en train de chanter la chanson au milieu d'une troupe de danseurs. Le clip joue avec les teintes, chaudes et froides, qui représentent l'été et l'hiver.
En mars 2015, une version remixée du titre, plus dansante, est envoyée aux radios. Cette nouvelle version s'appelle le « Simon Remix ».
Dans une interview, Christophe Willem a dit à propos de L'Été en hiver:

« [C]e que j'aime avec "L'été en hiver", c'est que quand tu l'écoutes la première fois, tu te dis : "Bon, c'est sympa". Est-ce qu'on peut dire que le texte est super fort ? Je ne pense pas. Au niveau du son, on n'est pas dans quelque chose d'extrêmement pointu. Mais ce qui est très fort c'est que tu retrouves ma manière de chanter comme dans Nouvelle Star, un peu roots. Et c'est la première fois que je fais un titre soul et qui sonne vraiment. C'est un titre feel good. Au premier abord, c'est lambda, et j'aime bien car ça évolue au fil des écoutes. »

## Accueil critique et commercial
Jonathan Hamard de Charts in France dit que le titre est « plus pêchu » que le single précédent, Le Chagrin, et qu'il est « empreint d'émotions et respire l'amour [...] [, u]ne vraie déclaration qui pourrait faire sensation, à l'heure où son prédécesseur peine à s'imposer » Le site Ozap parle d'un « titre pop plus entraînant que son prédécesseur et teinté de sonorités soul et gospel ». Julien Goncalves du même site définit la version remixée du titre comme « plus énergique, avec une dose de dance et de pop indéniable ». Il parle d'une « bonne initiative, même si l'essence soul de "L'été en hiver" a fondu au passage ». Le Blog RVPop écrit que le refrain bénéficie de chœurs « très présents et joyeux », mais que la chanson n'a pas de texte « des plus instantané à retenir pour chanter en chœur ». L'auteur continue que « la mélodie [...] reste bien en tête et nous donne envie de claquer des mains [...] et de se laisser emporter ».
Le titre ne rencontre pas de succès dans les classements officiels. En Belgique francophone, il ne se classe que pendant une semaine dans l'Ultratop 50, en février 2015 à la 49e position  En France, le titre ne se classe pas dans le Top 50 mais reste pendant sept semaines parmi les 200 titres les plus vendus, entre décembre 2014 et fin février 2015. Selon les estimations établies par le site InfoDisc fin 2018, le single L'Été en hiver se serait vendu à 1 600 copies.

## Classement
| Pays                 | Charts      | Meilleure position |
| -------------------- | ----------- | ------------------ |
| Belgique francophone | Ultratop 50 | 49                 |
| France               | Top 50      | 137                |